# لئو کوناس
لئو کوناس (استونیایی: Leo Kunnas؛ زادهٔ ۱۴ نوامبر ۱۹۶۷) افسر نظامی سابق و نویسنده اهل استونی است.
وی پس از فارغ‌التحصیلی از آکادمی دفاع ملی فنلاند در سال ۱۹۹۴، فرمانده مدرسه نبرد نیروهای دفاعی شد، او همچنین اولین فرمانده آکادمی نظامی استونی ۱۹۹۷–۱۹۹۹ (واقع در تالین در آن زمان) بود.
در سالهای ۲۰۰۳–۲۰۰۷، وی رئیس بخش عملیات (J3) ستاد کل نیروهای دفاعی استونی با درجه سرهنگ دوم بود. پس از فارغ‌التحصیلی از دانشگاه دفاع ملی ایالات متحده (نورفولک، ویرجینیا) در سال ۲۰۰۵ به عنوان افسر ستاد در عملیات آزادی عراق در بغداد خدمت کرد.
کوناس در پاییز 2007 از سمت  خود استعفا داد. دلیل استعفای او موضوع تغییر قانون اساسی استونی بود که توسط رئیس جمهور توماس هندریک ایلوس به پارلمان پیشنهاد شده بود.
وی همچنین برندهٔ جوایزی همچون نشان ستاره برنزی شده‌است.